# Афіни (село)
Афіни (з 1952 по 2024 — Зоря́, грец. Αθήνα) — село (до 2011 року — селище) Кальчицької сільської громади Маріупольського району Донецької області в Україні.
Відстань до Нікольського становить близько 36 км і проходить переважно автошляхом Т 0523.

## Історія
Афіни — одне з грецьких поселень Приазов'я, засноване румеями.

## Символіка
На альтернативному гербі зображено богиню Афіну (герб є промовистим) - покровительку військового мистецтва, мудрості та ремесел. Лазуровий колір залишився з кольору неба попереднього герба села. Дві золоті та дві срібні маленькі зірки в руках Афіни символізують колишню назву села. Грецький меандр знайшов своє місце в золотих браслетах срібної богині. Богиня дивиться у лівий геральдичний бік, якщо брати бік не геральдичний, то це як раз у бік ворога. Що дуже гармонує з тим, що Афіна покровителька військового мистецтва.

## Походження назви
Засновано було в 1927 р. переселенцями з Чердакли і отримало назву Афіни в пам'ять про історичну батьківщину греків і їх головного етнічного центру. Ойконім Зоря утворився на базі відповідного апелятива, у радянський час володів високим онімічним потенціалом. Наприклад, тільки в 70-і роки в ойконімії України було кілька десятків назв, пов'язаних з цим словом або його похідними: Зоря, Зоряне, Зоряний, Зорянка, Зорянське, Зорька, Зорі, Зоринськ, Зоринівка, Зорівка, Зоря Труда тощо. В перерахованих ойконімах відбилося символічне значення слова зоря, пов'язане з вираженням ідеї оновлення життя (порівняльна назва одного з колективних господарств в Донбасі в 20-і роки «Зоря нового життя»).
19 вересня 2024 року селу повернено історичну назву.

## Населення
За даними перепису 2001 року населення села становило 2273 особи, з них 10,07 % зазначили рідною мову українську, 87,68 %— російську, 0,26 %— грецьку, 0,09 %— білоруську та 0,04 %— угорську мову.

## Соціальна сфера
У селі є загальноосвітня школа І—ІІІ ступенів, діє громадська організація «Зорянське товариство греків „Афіни“».

## Постаті
- Бєліков Анатолій Серафимович (* 1946) — доктор технічних наук, професор, заслужений діяч науки і техніки України[8][9].